# John Dill
John Greer Dill, född 25 december 1881 i Lurgan, County Armagh, Nordirland, död 4 november 1944 i Washington, D.C., USA, var en brittisk fältmarskalk verksam under andra världskriget. Dill var Storbritanniens arméstabschef från maj 1940 till december 1941.

## Biografi
När andra världskriget bröt ut kommenderade ha brittiska I armékåren i Frankrike, men kallades hem i april 1940, innan slaget om Frankrike började, för att bli ställföreträdande generalstabschef. När Winston Churchill blev premiärminister efterträdde Dill Edmund Ironside som chef för imperiets generalstab, (CIGS). Dill var en försiktig general och hade svårt att samarbeta med den idérike Churchill. De stora brittiska motgångarna i Frankrike, Singapore, Nordafrika och Grekland överansträngde Dill. Han utsågs till fältmarskalk i november 1941. I december var hans krafter tömda och han ersattes av general Alan Brooke. 
Samtidigt gick USA med i kriget. Dill reste över med Churchill till Washington, D.C. för att bestämma inriktning och strategi för krigföringen. Dill blev kvar som brittisk representant i Combined Chiefs of Staff, det anglo-amerikanskt militärorgan som samordnade krigföringen. Detta uppdrag skötte han utmärkt och vann de amerikanska generalernas respekt. 
När Dill dog 1944 begravdes han på Arlingtonkyrkogården som tecken på den stora uppskattning han rönt.                              

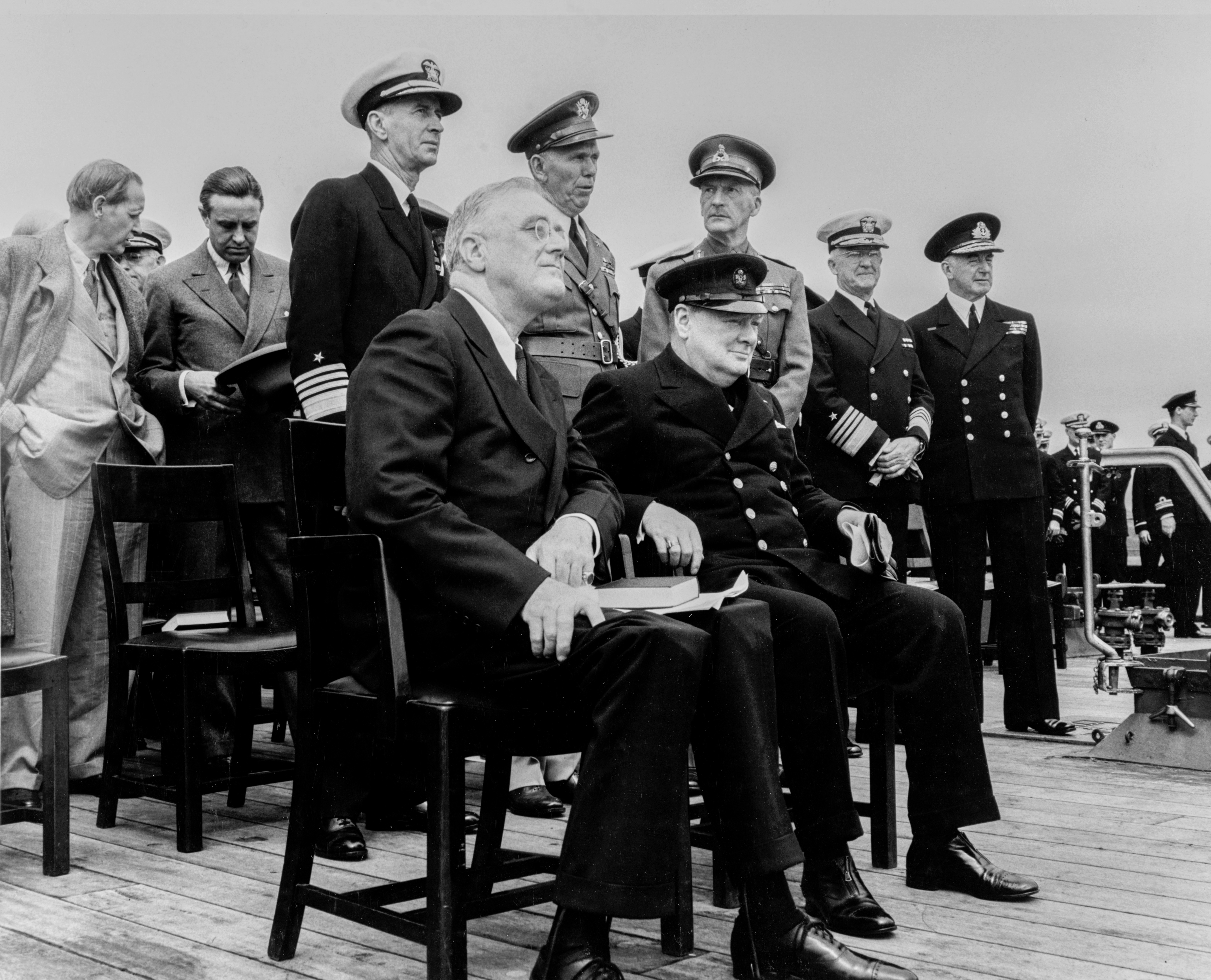
Fältmarskalk Dill vid Atlantkonferensen ombord på Prince of Wales 1941 (precis bakom/ovanför Churchill)

## Utmärkelser
- Storkors av Polonia Restituta,  1941
- Croix de guerre 1914–1918
- Sankt Olavs orden
- Rumänska kronorden
- Croix de Guerre
- Distinguished Service Medal
- Officer av Hederslegionen[11]
- Companion av Sankt Mikaels och Sankt Georgsorden[12]
- Riddare med storkors av Bathorden[11]
- Croix de guerre[11]
- Kommendör av Kronorden[13]
- Distinguished Service Order[12]
- Tjeckiska Segermedaljen

[Redigera Wikidata]